# Bruna alpina
La Bruna, in passato denominata bruna alpina, è una razza bovina originaria della Svizzera, derivata dal Bos taurus brachycerus.

## Storia
La Bruna alpina moderna deriva dalla razza bovina Braunvieh del canton Svitto le cui particolari doti di rusticità, affiancate ad una spiccata attitudine lattifera, ne hanno favorito la diffusione in molte regioni d'Europa sin dal XV secolo e la differenziazione di ceppi genetici adattati a specifiche condizioni ambientali. In Italia, l'introduzione della Bruna iniziò massivamente attorno al 1850 interessando il versante sud dell'arco alpino. In seguito si è diffusa sempre più nella Pianura Padana e, con il progredire dello sviluppo dell'agricoltura nell'Italia centro-meridionale, in tutta la penisola e nelle isole. Spesso è stata impiegata in incroci di sostituzione con razze autoctone. 
Dopo il 1940, grazie soprattutto all'impiego massiccio della fecondazione artificiale, la Bruna Alpina ha subito l'insanguamento con il ceppo statunitense Brown Swiss, che rispetto ai ceppi europei presentava una mole maggiore e una maggiore attitudine lattifera. I programmi di selezione hanno drasticamente modificato le caratteristiche di questa razza, rispetto al tipo alpino, perciò si è sostituita l'attuale denominazione, "Bruna", a quella di "Bruna Alpina" con cui era conosciuta fino al 1981. Nel 1950 contava ben 1.900.000 capi ed era la razza da latte più diffusa in Italia. Oggi il patrimonio complessivo si è praticamente dimezzato e un quarto della popolazione iscritto a libro genealogico (A.N.A.R.B.).
La Bruna è una razza da latte a tutti gli effetti, con una produzione di latte che, nei tipi di buona genealogia, si attesta sui 6000-9000 kg per lattazione, in media con tenore in proteine del 3,47% e in grasso del 3,97%. Rispetto alla Frisona ha una minore attitudine lattifera ma presenta una maggiore rusticità e, quindi, una migliore capacità di adattamento, oltre che latte con parametri qualitativi e tecnologici nettamente superiori (grasso, proteina, caseina, k-caseina, tempo di coagulo e forza del coagulo). Migliore è anche l'attitudine alla produzione della carne, ma con uno standard inferiore rispetto alle razze da carne o a duplice attitudine.

## Selezione
La selezione ha come obiettivo la preservazione della doppia attitudine della razza e quindi la produzione di soggetti di buona mole, statura e peso, corretta conformazione, precoci per sviluppo e produttività, fecondi e longevi di buona nevrilità, con attitudine ad elevata e costante produzione di latte ad alto titolo di grasso e proteine e in grado di fornire convenienti produzioni di carne.

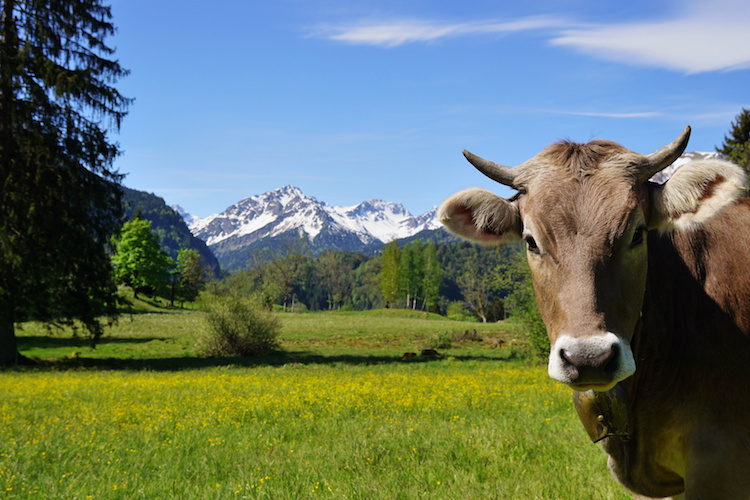
Una Bruna Alpina nel Parco Nazionale del Gran Paradiso

L'indice per la valutazione economica è ITE (indice totale economico) ed i relativi pesi economici sono: 
- latte: 50
- grasso/kg: 1
- proteine/kg: 3
- grasso %: 0,1
- proteine %: 0,4
- morfologia: 0,5

Inoltre se un animale presenta al locus delle k-caseine AB l'indice genetico proteina viene premiato del 2,5%, mentre se presenta BB viene premiato con il 5%.

## Caratteristiche morfologiche e zootecniche
- attitudine: duplice
- mantello: semplice uniforme bruno
- ossatura: media
- musello: nero
- particolarità: tollerate macchie ventrali non molto estese che non debordino sui fianchi
- altezza al garrese: 140-150 cm maschi, 130-140 cm femmine
- peso vivo: 750-900 kg maschi, 500-600 femmine
- days open: 110 gg.
- età primo parto: 32,1 mesi
- numero di parti: 3,29
- esigenze di allevamento: medie
- precocità: buona
- attitudine del latte alla caseificazione: buona
- utilizzo foraggi scadenti: buono
- utilizzo di pascolo e alpeggio: ottimo